# Abel de Pujol

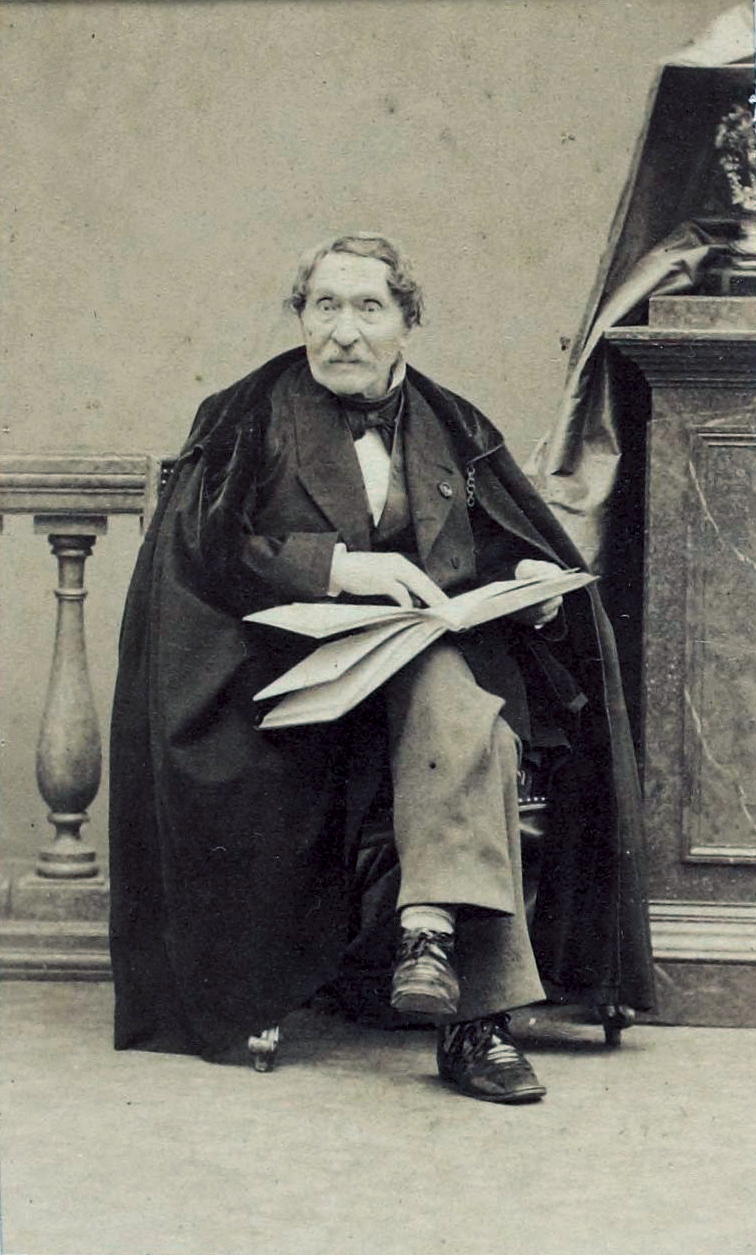
Abel de Pujol, ca.1860. Fotografía por André-Adolphe-Eugène Disdéri

Alexandre-Denis-Abel de Pujol o Abel de Pujol (Valenciennes, 30 de enero de 1785-París, 29 de septiembre de 1861) fue un pintor francés. Fue estudiante de David y luego profesor de Alexandre-Gabriel Decamps y Emile Levy. Pintó el techo de la gran escalera del Louvre así como la galería de Diana en Fontainebleau y el techo de la Bolsa de París. Fue miembro del Instituto de Francia y oficial de la Legión de Honor.

## Obra selecta

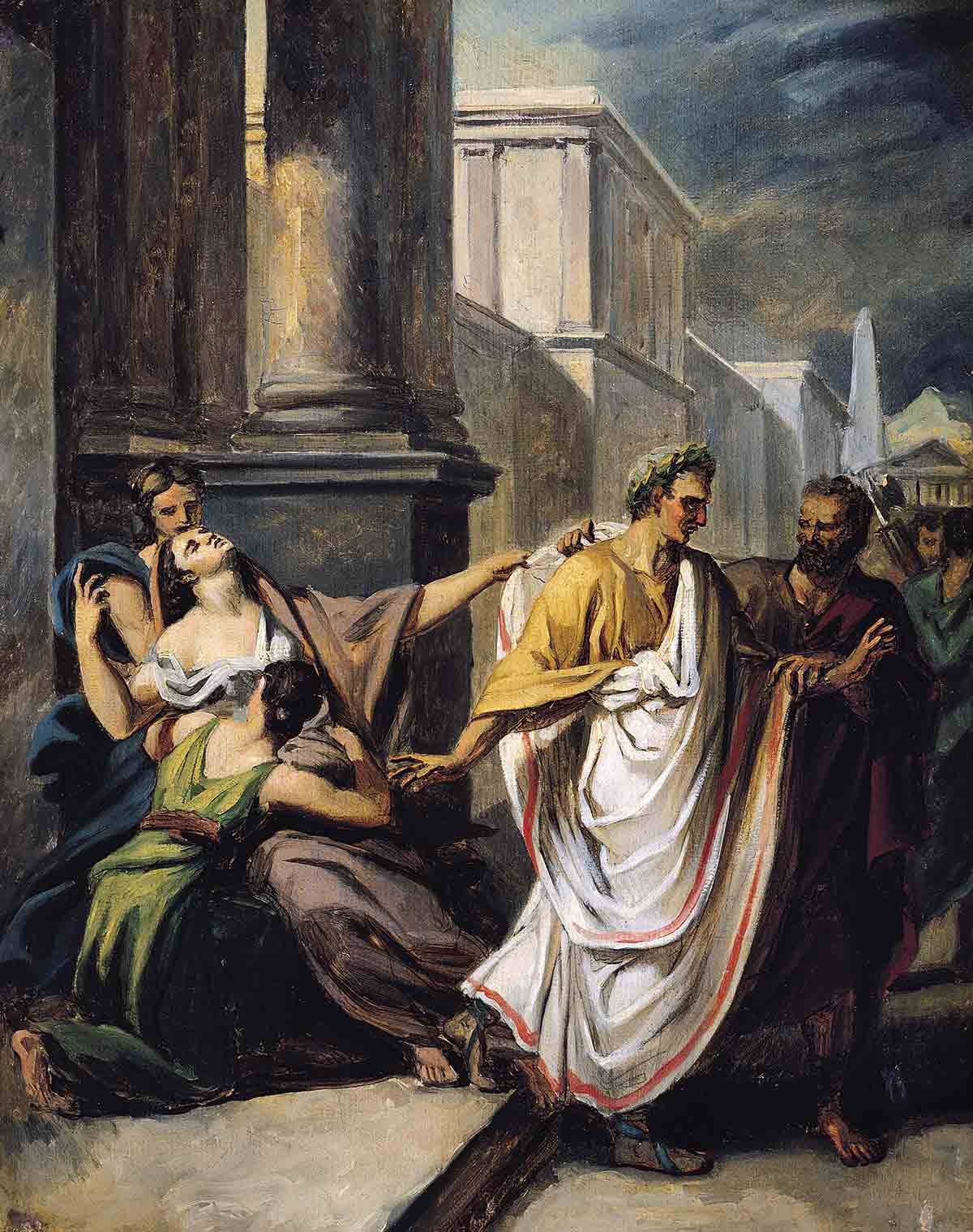
Caesar yendo al Senado en el Idus de marzo
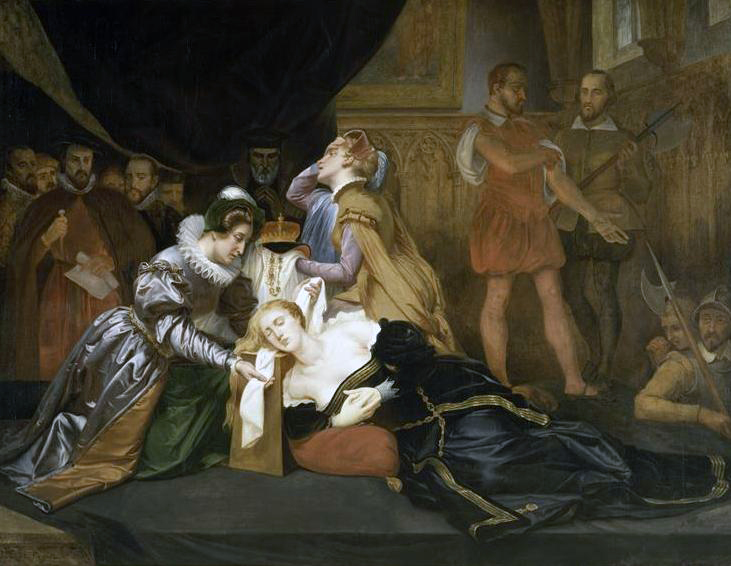
La Ejecución de María I de Escocia.
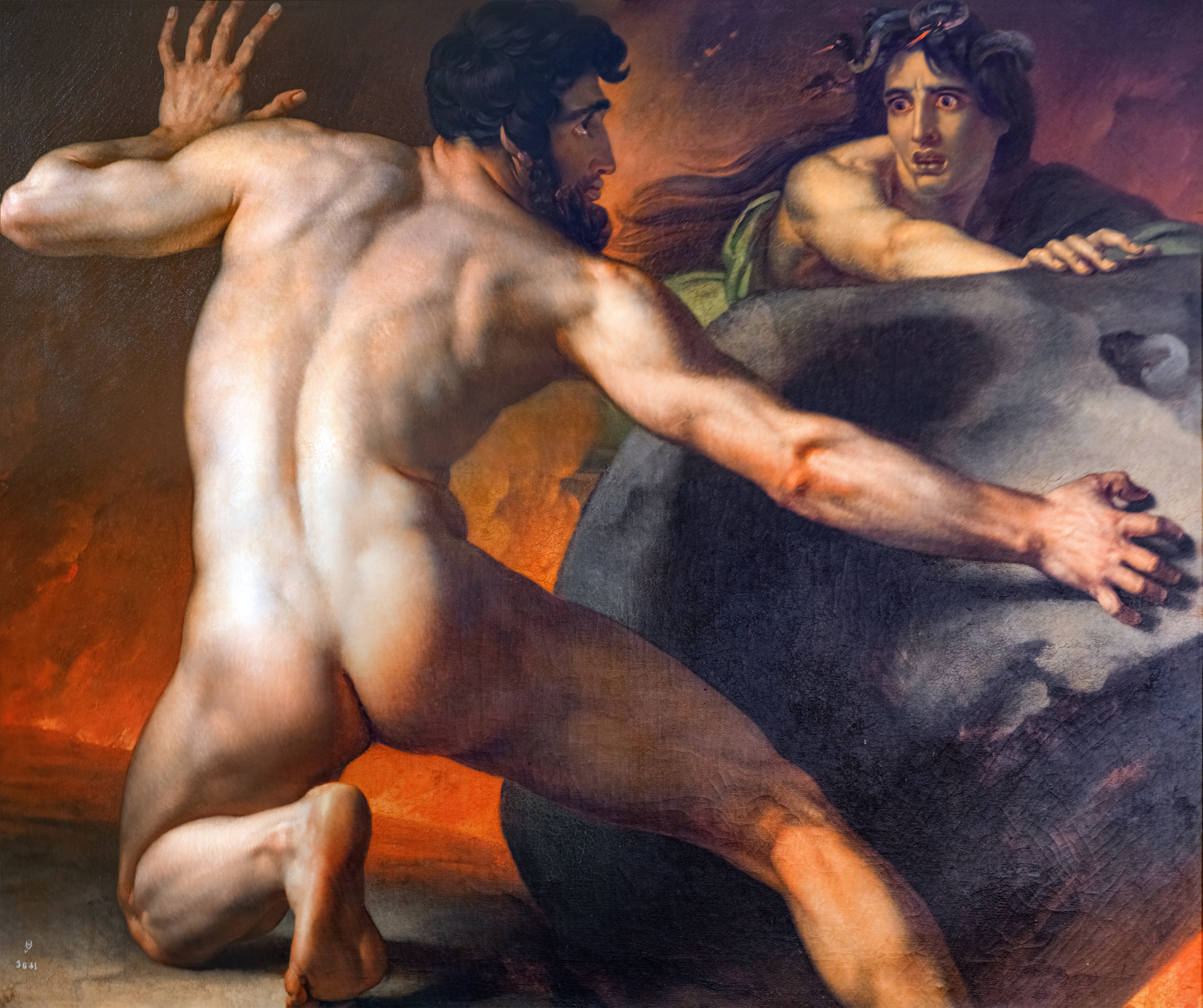
Sísifo hace rodar eternamente su roca

## Alumnado
- Julien Hudson (1811–1844)
- François Debon (1816–1872)
- Adrienne Marie Louise Grandpierre-Deverzy (1798–1869), con quien se casó
- Auguste Désiré Santo-Quentin (1833–1906)
- Alexandre-Gabriel Decamps (1803–1860)
- Alphonse Lami (1822-1867)